# Avenida 4 de Fevereiro

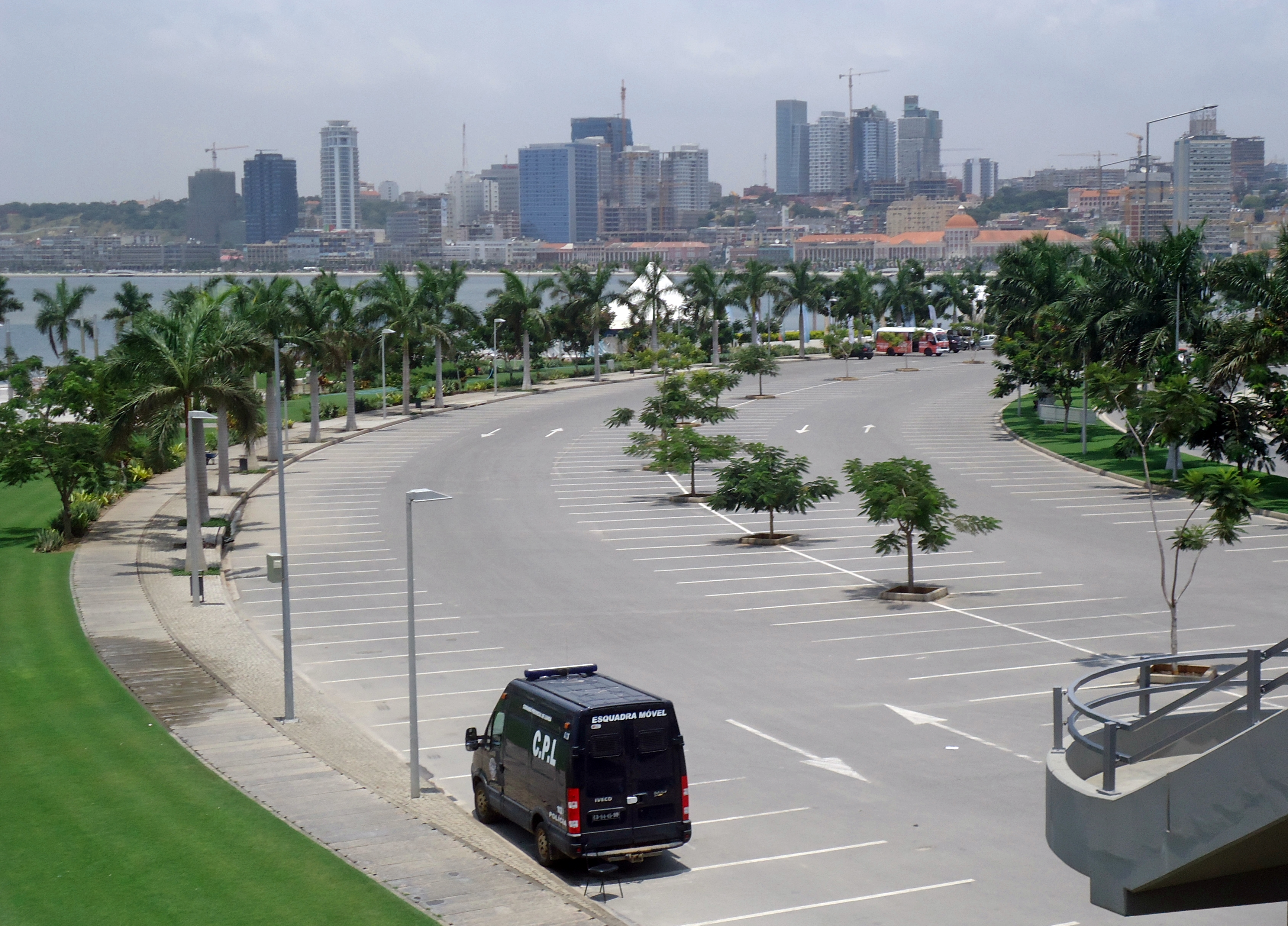
Avenida 4 de Fevereiro (Marginal)

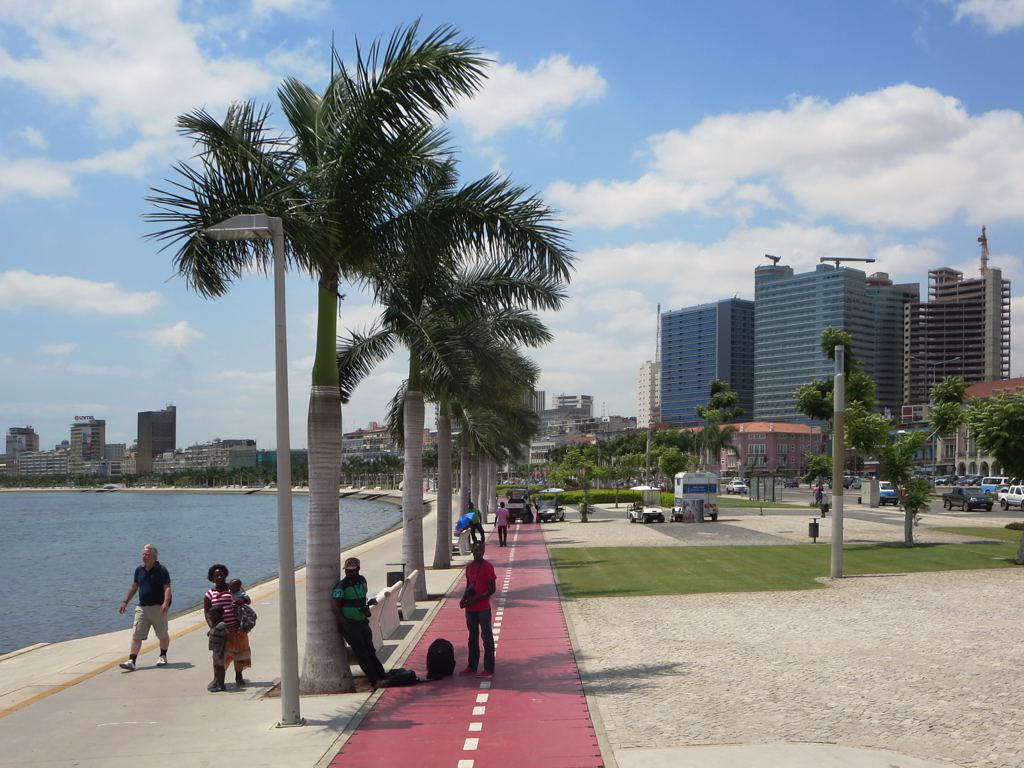
Uferpromenade an der Avenida 4 de Fevereiro

Die Avenida 4 de Fevereiro (umgangssprachlich: Marginal) ist eine sechsspurige Allee an der Bucht von Luanda im Zentrum der angolanischen Hauptstadt Luanda. Die breite, palmenbesäumte Avenue hat eine Länge von 3100 m und verläuft vom Hafen bis zur Ilha do Cabo entlang der Atlantikküste. Sie ist ein Teilstück der Nationalstraße EN100. An ihr befinden sich zahlreiche Wolkenkratzer, wie der 107 m hohe Torre Kilamba, das Innen-, Verkehrs-, Finanz-, Fischerei- und Erdölministerium, die Angolanische Nationalbank, die Botschaft von Spanien, das Museum des Geldes, das Museum für Wissenschaft und Technologie mit Aquarium (im Bau), das Shopping Fortaleza und die Festung São Miguel von Luanda.
Während der portugiesischen Kolonialzeit hieß sie nach dem Stadtgründer Avenida de Paulo Dias de Novais. Der 4. Februar 1961 signalisierte den Beginn des angolanischen Unabhängigkeitskampfes. In den Jahren 2009–2012 wurde sie von dem portugiesischen Konsortium Mota-Engil/Soares da Costa für 300 Millionen Euro ausgebaut, wobei die ursprünglich geplante Summe um 100 Millionen Euro überschritten wurde. Es wurden auf einer Fläche von 127.000 m² Grünanlagen mit 2100 Palmen, 750 Akazien und 430 Schattenbäume geschaffen, die durch ein 23,5 km langes Wasserleitungssystem bewässert werden. Außerdem wurden 161.000 m² Fußweg und 1600 Parkplätze gebaut. Es wurden zusätzlich drei Kinderspielplätze, drei Sportplätze, fünf Streetball-Felder sowie fünf Plätze für kulturelle Veranstaltungen integriert.
Auf einem 400 m langen Teilstück der Marginal findet jährlich der größte Karnevalsumzug und die Prämierung der Gewinner des Karnevals von Luanda statt.